# Odrysisch koninkrijk

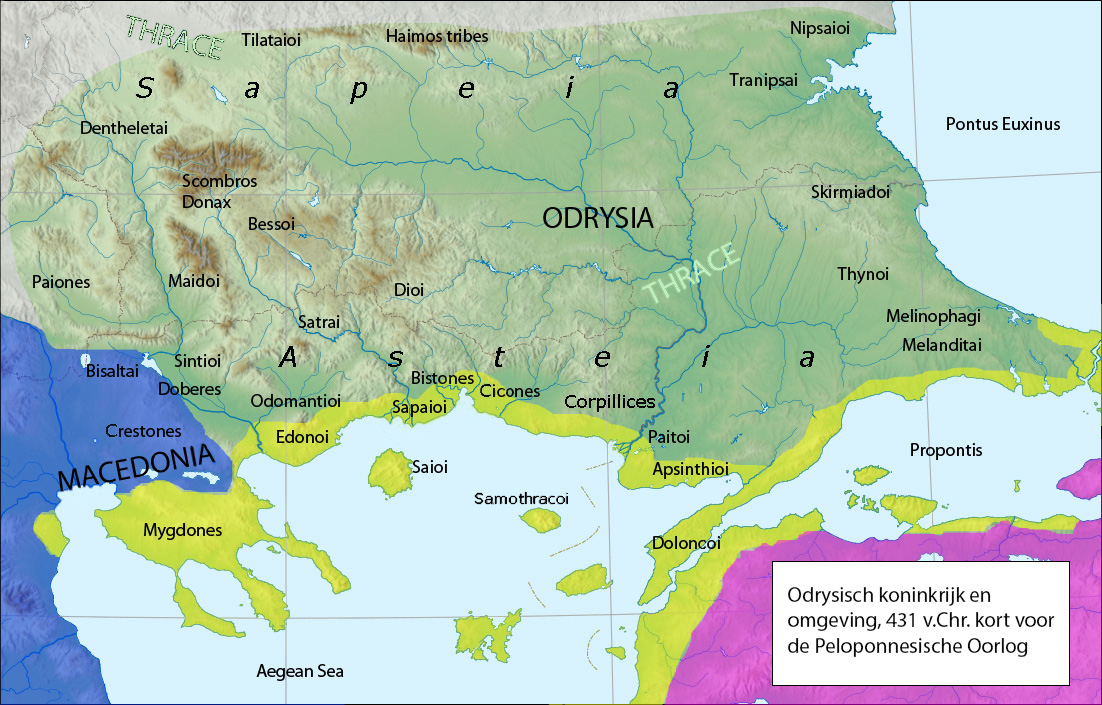
Kaart van de omgeving van het Odrysische koninkrijk in 431 v.Chr.
Macedonië
Delische Bond
Perzische Rijk

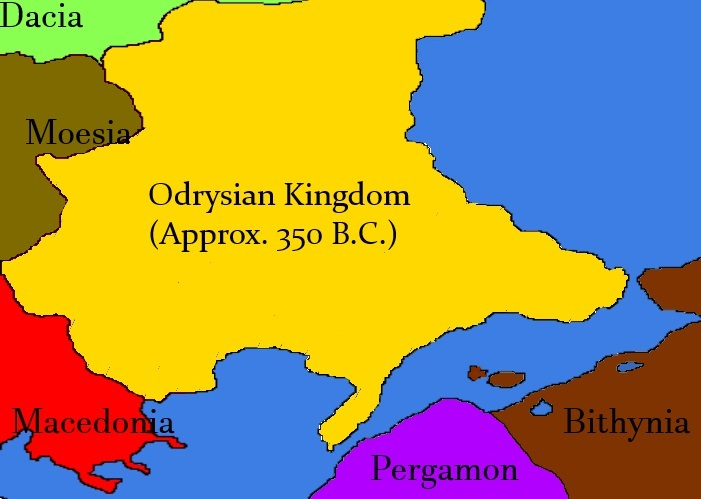
Kaart met daarop ongeveer de grenzen van het Odrysische Koninkrijk 350 v.Chr.

Het Odrysische koninkrijk was een staat op Thracisch grondgebied in het huidige Bulgarije. Het hoogtepunt van het koninkrijk was in de vijfde en vierde eeuw v.Chr.
De opkomst en de machtsuitbreiding van de Thracische stam van de Odrysen speelde zich aan het einde van de 6e eeuw v.Chr., begin van de 5e eeuw v.Chr., af. Hun territorium volgde de bedding van de rivier Toendzja, vanaf de bron in het Balkangebergte ten noordwesten van het huidige Kazanlik tot de monding in de Evros nabij Edirne, of dezelfde stad Adrianopolis, in Oost-Thracië, tegenwoordig Europees-Turkije. Het liep verder langs de Evros tot aan de monding in de Egeïsche Zee.

## Geschiedenis
- Teres wordt als stichter van het grote koninkrijk van de Odrysen vermeld. Hij maakte gebruik van de aftocht van de Perzen om de grenzen van zijn rijk in het noorden uit te breiden tot de benedenloop van de Donau. Hij sloot daartoe een vredesovereenkomst met de Scythische koning Ariapeithes. De Odrysen deelden door het tot stand komen van de Delische Bond, 479 v.Chr., hun invloed met Athene, op het ogenblik dat de Griekse stadstaat het hoogtepunt van zijn macht bereikte.
- Siltakes, de jongste zoon van Teres, werd omstreeks 445 v.Chr koning. De grens tussen het Scythische rijk en het Odrysische rijk werd volgens Herodotus officieel vastgelegd in de delta van de Istros. Siltakes richtte zich, toen de noordelijke grens vastlag, zeker van zijn zaak omdat zijn lid bij de Delische Bond hoorde, naar het zuidwesten. Het Odrysische koninkrijk was vanaf de jaren 30 van de 5e v.Chr. eeuw voor zowel Sparta als voor Macedonië een goede kandidaat om een bondgenootschap mee aan te gaan. Siltakes verkoos evenwel zijn bondgenootschap met Athene. Zijn zoon Sadocus had Atheens burgerrecht gekregen.
- Seuthes I volgde omstreeks 424 v.Chr. Siltakes op. De Griekse kuststeden onder zijn bewind dienden heel wat meer belasting en tribuut betalen. De jaarlijkse opbrengst ervan bedroeg zo’n 400 talenten[1] goud en zilver.
- Amadocus volgde omstreeks 407 v.Chr. Seuthes I op. Hij liet in Maroneia zilveren en bronzen munten slaan. Deze koning dankt zijn bekendheid aan de geschiedschrijver Xenophon die een verslag schreef van zijn veldtocht aan de zijde van zijn veldheer, ook Seuthes II genoemd.
- Hebriselmes was de volgende op de Odrysische troon (386/385-383/382). Hij voerde onderhandelingen met Athene over de controle over de Thracische Chersonesos. Hij streefde naar expansie in de zuidwestelijke richting en probeerde de controle over de havens te verwerven door Athene uit het gebied terug te dringen.
- Kotys I (383/382-359), zijn opvolger, volgde dezelfde politiek. Hij ontving als officieel bondgenoot van Athene politieke en financiële steun en het lukte hem zijn belangen in het zuidwesten van Thracië veilig te stellen.
- Philippus II werd in het begin van 356 v.Chr. koning van Macedonië. Er zijn verschillende theorieën over zijn dood in 336 v.Chr. Een ervan is dat Athene hem toen hij op een confrontatie met Kothys I aanstuurde liet vermoorden.

Het koninkrijk van de Odrysen werd na de dood van Kothys onder drie vorsten verdeeld: Kersobleptes, Amodocus II en Berisades. Deze verbrokkeling van het rijk maakte het voor Philippus II mogelijk zijn expansieplannen uit te voeren. De Macedoniërs begonnen vanaf 347 een langdurige veldtocht in het oosten en het noordoosten. Zij dwongen na een grootschalige militaire operatie Thracië in 342 v.Chr. zich over te geven. 
- Philippus' zoon Alexander de Grote (356-323) had dezelfde ambities als zijn vader. Hij riep begin 334 Thracië tot Macedonisch grondgebied uit en plaatste een veldheer aan het hoofd. Het Macedonisch gezag was in Thracië evenwel zwak vooral ten gevolge van de oorlog in Perzië, die voor Macedonië veel kosten met zich meebracht. Het verzet van de Thracische koningen speelde ook een rol.
- Seuthes III slaagde er in de jaren 330-320 v.Chr. in het koninkrijk van de Odrysen gedeeltelijk in zijn oude staat te herstellen. Hij knoopte politieke en diplomatieke betrekkingen met Athene aan, bracht een groot leger op de been en nam het in 322 v.Chr. op tegen Lysimachus, een van de diadochen, die Thracië toebedeeld had gekregen. Hij woonde in Seuthopolis niet ver van het huidige Kazanlik. Zijn naam en die van zijn familieleden staan vermeld op een inscriptie die in Seuthopolis werd ontdekt .

Tussen 277 en 214 v.Chr. ontstond een Keltisch koninkrijk, Tylis, in Thracisch gebied. De plaats van de hoofdstad Tyle is tot nu toe niet nog niet precies bepaald.